# St. Clemens (Hellinghausen)

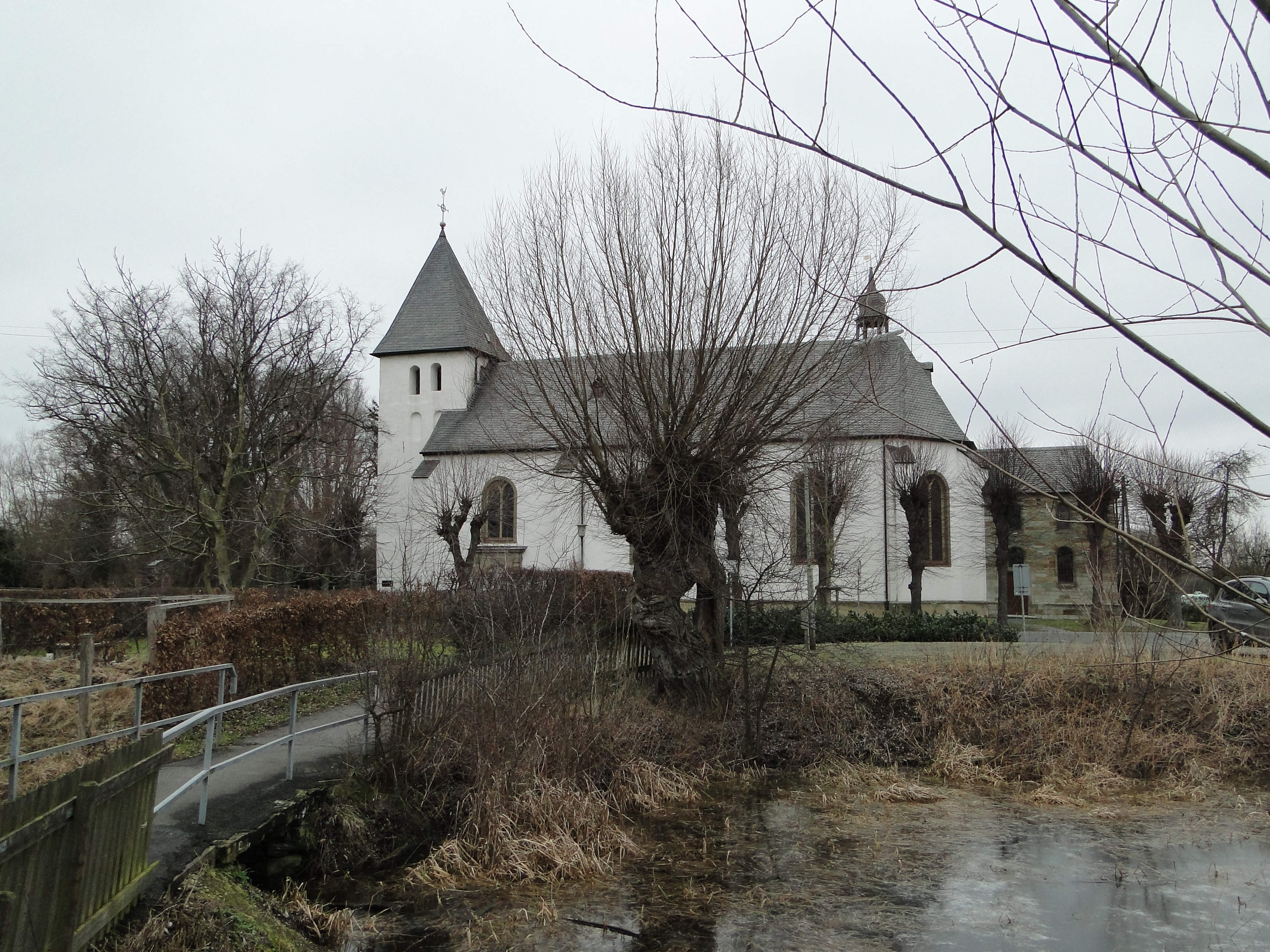
St. Clemens

Die römisch-katholische, denkmalgeschützte Pfarrkirche St. Clemens steht in Hellinghausen, einem Ortsteil der Stadt Lippstadt im Kreis Soest  von Nordrhein-Westfalen. Die Kirchengemeinde gehört zum Pastoralverbund-Süd-West im Dekanat Lippstadt-Rüthen des Erzbistums Paderborn.

## Beschreibung
Die verputzte, nachgotische Saalkirche besteht aus einem romanischen, mit einem Pyramidendach bedeckten Kirchturm im Westen des Langhauses aus drei Jochen und einem eingezogenen, dreiseitig geschlossenen Chor im Osten, aus dessen Dach sich ein Dachreiter erhebt. Die Wände von Langhaus und Chor werden von Strebepfeilern gestützt, zwischen denen sich zweibahnige Bogenfenster befinden. Das klassizistisch gerahmte Portal befindet sich an der Südwand des Langhauses. Der Innenraum ist mit einem Kreuzgratgewölbe überspannt, das über Konsolen aufsetzt. Zur Kirchenausstattung gehört eine Kanzel von 1783. Der Tabernakel und die Seitenaltäre wurden bereits 1706 gebaut. Die Beichtstühle und die Sedilien wurden erst Anfang des 19. Jahrhunderts errichtet.

## Orgel

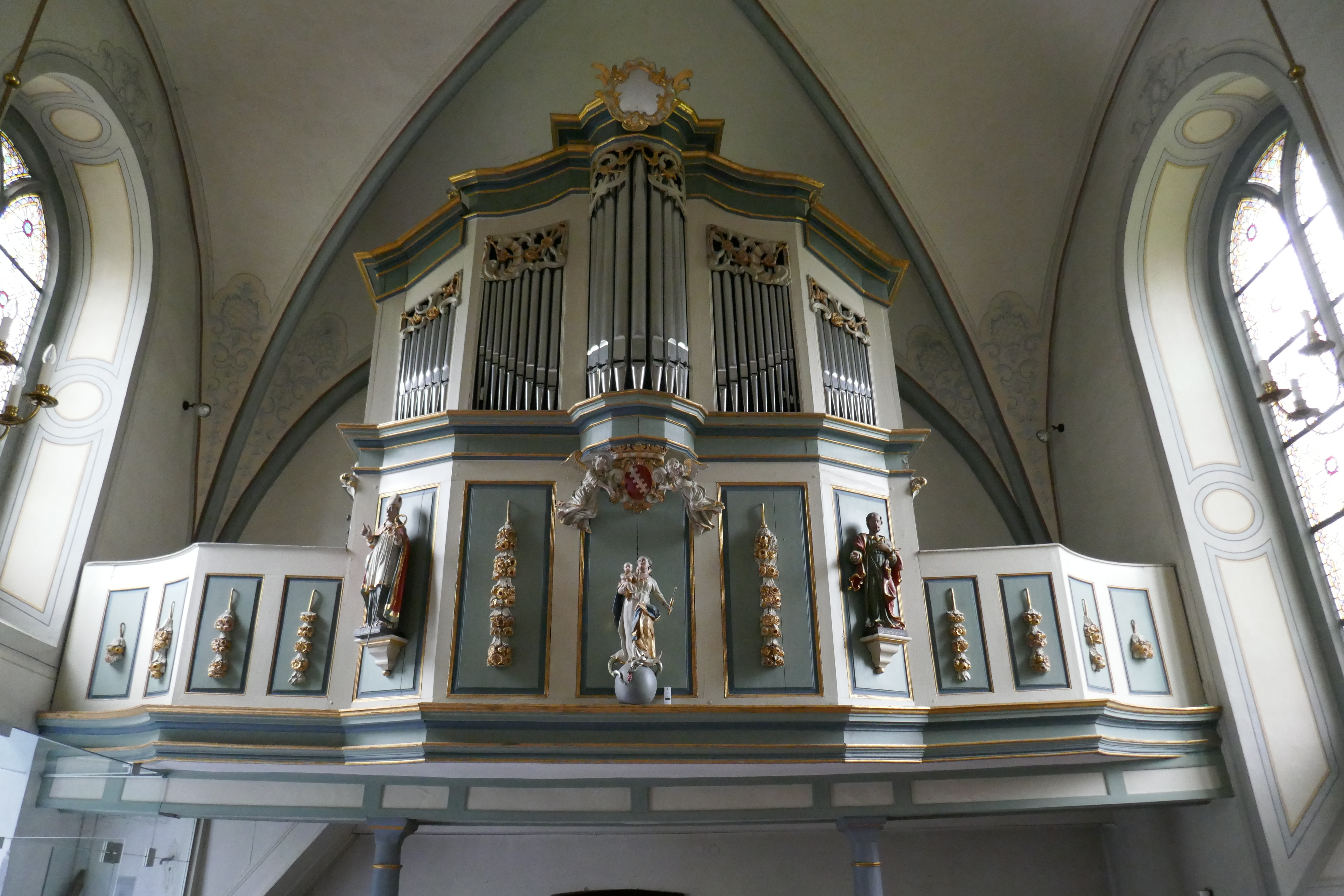
Georg-Carl-Kuhlmann-Orgel von 1845 in Hellinghausen, Pfarrkirche St. Clemens

Neben zahlreichen weiteren Kleinodien beherbergt die Pfarrkirche St. Clemens eine Orgel aus dem Jahr 1845 von Georg Carl Kuhlmann aus Gottsbüren. Sie gilt als größtes erhaltenes Instrument dieses Orgelbauers in Westfalen. Aufbauend auf einem einmanualigen, neunregistrigen Vorgängerinstrument mit angehängtem Pedal aus dem Jahr 1783 von Johann Gottlieb Müller aus Paderborn, erweiterte Kuhlmann die Orgel auf 19 Register auf zwei Manualen und Pedal. Ein Umbau durch Bernhard Speith aus Rietberg führte nur zu einer anderen räumlichen Anordnung der Teilwerke. 1961 restaurierte E. Kemper & Sohn aus Lübeck die Orgel und tauschte dabei zwei Register aus. Eine weitere Restaurierung 1975 durch Siegfried Sauer aus Ottbergen brachte sechs rekonstruierte Register, so dass von Kuhlmann heute noch insgesamt zwölf mehr oder weniger original erhalten sind. Die aktuelle Disposition lautet:
| I Hauptwerk C– |               |       |
| 1.             | Principal     | 8′    |
| 2.             | Hohlflöte     | 8′    |
| 3.             | Gambe         | 8′    |
| 4.             | Gedackt       | 8′    |
| 5.             | Octav         | 4′    |
| 6.             | Gemshorn      | 4′    |
| 7.             | Gedacktflöte0 | 4′    |
| 8.             | Quinte        | 2 ⁄3′ |
| 9.             | Octav         | 2′    |
| 10.            | Mixtur III    | 1′    |

| II Unterwerk C– |                  |    |
| 11.             | Fernflöte        | 8′ |
| 12.             | Quintade         | 8′ |
| 13.             | Flöte            | 4′ |
| 14.             | Principal        | 2′ |
| 15.             | Sesquialter III0 |    |

| Pedal C– |           |     |
| 16.      | Subbass   | 16′ |
| 17.      | Octavbass | 8′  |
| 18.      | Octave    | 4′  |
| 19.      | Posaune0  | 16′ |

- Koppeln: Normalkoppeln II/I, I/P
- Anmerkungen:

1. 1 2 3 4 5 6  1975 neu.
2. ↑  1961 neu.